# توپ طلای ۱۹۶۴
توپ طلای ۱۹۶۴ (فرانسوی: 1964 Ballon d'Or‎) نُهمین رویداد سالیانهٔ توپ طلا بود که از سوی مجلهٔ فرانس فوتبال به بهترین بازیکن فوتبال در سال ۱۹۶۴ اعطا گردید که در این سال، دنیس لا برندهٔ توپ طلا شد.

## رتبه‌بندی
| ردیف | نام                   | باشگاه                                            | ملیت               | امتیاز |
| ---- | --------------------- | ------------------------------------------------- | ------------------ | ------ |
| ۱    | دنیس لا               | باشگاه فوتبال منچستر یونایتد                      | اسکاتلند           | ۶۱     |
| ۲    | لوییس سوارز میرامونتس | باشگاه فوتبال اینتر میلان                         | اسپانیا            | ۴۳     |
| ۳    | آمانسیو آمارو         | باشگاه فوتبال رئال مادرید                         | اسپانیا            | ۳۸     |
| ۴    | اوزه‌بیو               | باشگاه فوتبال بنفیکا                              | پرتغال             | ۳۱     |
| ۵    | پل فن هیمست           | باشگاه فوتبال اندرلشت                             | بلژیک              | ۲۸     |
| ۶    | جیمی گریوس            | باشگاه فوتبال تاتنهام هاتسپر                      | انگلستان           | ۱۹     |
| ۷    | ماریو کورسو           | باشگاه فوتبال اینتر میلان                         | ایتالیا            | ۱۷     |
| ۸    | لو یاشین              | باشگاه فوتبال دینامو مسکو                         | اتحاد جماهیر شوروی | ۱۵     |
| ۹    | جانی ریورا            | باشگاه فوتبال آ.ث. میلان                          | ایتالیا            | ۱۴     |
| ۱۰   | والری ورونین          | باشگاه فوتبال تورپدو مسکو                         | اتحاد جماهیر شوروی | ۱۱     |
| ۱۱   | کارل-هاینتس شنلینگر   | Mantova / باشگاه فوتبال آ.اس. رم                  | آلمان غربی         | ۶      |
| ۱۱   | فرنک بنه              | باشگاه فوتبال اویپشت                              | مجارستان           | ۶      |
| ۱۳   | ژان نیکولای           | باشگاه فوتبال استاندارد لیژ                       | بلژیک              | ۵      |
| ۱۴   | هلموت هالر            | باشگاه فوتبال بولونیا                             | آلمان غربی         | ۴      |
| 15   | José Torres           | باشگاه فوتبال بنفیکا                              | پرتغال             | ۳      |
| 16   | Coen Moulijn          | باشگاه فوتبال فاینورد                             | هلند               | ۲      |
| 16   | فلوریان آلبرت         | باشگاه فوتبال فرنتس‌واروش                          | مجارستان           | ۲      |
| 16   | خوزه آلتافینی         | باشگاه فوتبال آ.ث. میلان                          | ایتالیا            | ۲      |
| ۱۹   | جاچینتو فاکتی         | باشگاه فوتبال اینتر میلان                         | ایتالیا            | ۱      |
| ۱۹   | ساندرو مازولا         | باشگاه فوتبال اینتر میلان                         | ایتالیا            | ۱      |
| ۱۹   | بابی مور              | باشگاه فوتبال وستهام یونایتد                      | انگلستان           | ۱      |
| ۱۹   | کلاوس اوربانسژیک      | باشگاه فوتبال هالشر                               | آلمان شرقی         | ۱      |
| ۱۹   | Ole Madsen            | HIK                                               | دانمارک            | ۱      |
| ۱۹   | عمر سیووری            | باشگاه فوتبال یوونتوس                             | ایتالیا            | ۱      |
| ۱۹   | ژف ژوریون             | باشگاه فوتبال اندرلشت                             | بلژیک              | ۱      |
| ۱۹   | نستور کومبا           | باشگاه فوتبال المپیک لیون / باشگاه فوتبال یوونتوس | فرانسه             | ۱      |